# Hoyatoleslam
Hoyatoleslam (palabra persa, del árabe حجة الإسلام ḥujjatul-Islām, "autoridad al Islam" o "prueba del Islam", desde ḥujjat, autoridad o prueba, e Islam) es un título honorífico islámico aplicado a clérigos chiíes duodecimanos de rango inferior a ayatolá. Este término fue originalmente aplicado solamente a los mujtahides. Hoy se aplica a quienes tras haber cursado estudios religiosos islámicos de grado (morfología y sintaxis de la lengua árabe, doctrina islámica, práctica legal, leyes, fundamentos legales, lógica, teología y filosofía, ciencias coránicas, exégesis coránica, historia del islam, historia de la familia profética y ética, entre otros) logran obtener una licenciatura.
- Datos: Q1622758